# Pulitzer-Preis 1982
Der Pulitzer-Preis 1982 war die 66. Verleihung des US-amerikanischen Literaturpreises. Die Jury bestand aus 16 Personen unter dem Vorsitz von Joseph Pulitzer Jr. Das „Pulitzer Prize Board“ vergab Preise für Arbeiten, die während des Kalenderjahres 1981 entstanden waren.

## Bereich Journalismus(Journalism)
| Kategorie                                                  | Preisträger                                                    | Begründung                                                                                                   |
| ---------------------------------------------------------- | -------------------------------------------------------------- | --- |
| Aktuelle Berichterstattung (Breaking News Reporting)       | Mitarbeiter von The Kansas City Star und The Kansas City Times | Preis verliehen für die Berichterstattung über die Katastrophe im Hyatt Regency Hotel.                       |
| Dienst an der Öffentlichkeit (Public Service)              | The Detroit News                                               | Preis verliehen für die Aufdeckung einer Vertuschung in der U.S. Navy, die zu Reformen in der Marine führte. |
| Investigativer Journalismus (Investigative Reporting)      | Paul Henderson von The Seattle Times                           | Preis verliehen für den Beweis der Unschuld eines Mannes in einer Vergewaltigungsermittlung.                 |
| Kritik (Criticism)                                         | Martin Bernheimer von der Los Angeles Times                    | Preis verliehen für seine Musikkritiken klassischer Musik.                                                   |
| Karikatur (Editorial Cartooning)                           | Ben Sargent vom Austin American-Statesman                      | |
| Leitartikel (Editorial Writing)                            | Jack Rosenthal von The New York Times                          | |
| Kommentar (Commentary)                                     | Art Buchwald von Los Angeles Times Syndicate                   | Preis verliehen für seine hervorragenden Kommentare.                                                         |
| Auslandsberichterstattung (International Reporting)        | John Darnton von The New York Times                            | Preis verliehen für seine Berichterstattung aus Polen.                                                       |
| Berichterstattung im Inland (National Reporting)           | Rick Atkinson von The Kansas City Times                        | Preis verliehen für die dauerhaft hohe Qualität der Berichterstattung über Themen von nationalem Interesse.  |
| Feature Writing (Feature Writing)                          | Saul Pett von Associated Press                                 | Preis verliehen für einen Artikel über die Bundesbürokratie.                                                 |
| Aktuelle Fotoberichterstattung (Breaking News Photography) | Ron Edmonds von Associated Press                               | Preis verliehen für seine Fotografien über das Attentat auf Ronald Reagan.                                   |
| Feature-Fotoberichterstattung (Feature Photography)        | John H. White von der Chicago Sun-Times                        | Preis verliehen für seine durchweg hervorragenden Fotografien.                                               |

## Bereich Literatur, Theater und Musik(Books, Drama & Music)
| Kategorie                                                   | Preisträger                                                                                                   |
| ----------------------------------------------------------- | --- |
| Geschichte (History)                                        | Mary Chesnut’s Civil War, bearbeitet von C. Vann Woodward (Yale U. Press)                                     |
| Belletristik (Fiction)                                      | Rabbit Is Rich (deutscher Titel: Bessere Verhältnisse) von John Updike (Knopf)                                |
| Sachbuch (General Nonfiction)                               | The Soul of a New Machine (deutscher Titel: Die Seele einer neuen Maschine) by Tracy Kidder (Atlantic-Little) |
| Musik (Music)                                               | Concerto for Orchestra von Roger Sessions (E. B. Marks Music)                                                 |
| Dichtung (Poetry)                                           | The Collected Poems von Sylvia Plath (posthume Veröffentlichung) (Harper & Row)                               |
| Theater (Drama)                                             | A Soldier’s Play von Charles Fuller (Hill and Wang)                                                           |
| Biographie oder Autobiographie (Biography or Autobiography) | Grant: A Biography von William McFeely (Norton)                                                               |